# A három testőr Afrikában (film)
A három testőr Afrikában 1996-ban bemutatott magyar filmvígjáték, melyet Bujtor István írt és rendezett. A forgatókönyv Rejtő Jenő azonos című 1940-es regényéből készült. A főbb szerepekben Koncz Gábor, Szilágyi István, Rátóti Zoltán és Stenczer Béla látható.

## Cselekmény
A francia idegenlégió sivatagi erődjében három jó barát romantikus kalandra készül. A titokzatos, gyönyörű szőke lány, Yvonne bátyját akarják felkutatni. A férfi a sivatag kellős közepén lévő büntetőtáborban raboskodik. Ide kell eljutniuk. Kisebb csínytevések után mindhárman bekerülnek a büntetőtranszportba, velük tart marcona tisztjük, Potrien is. A büntetőtábor helyén idilli körülményeket találnak. Nemsokára rájönnek, hogy az egész történet mögött nagyszabású pénzügyi átverés rejlik. Megtalálják Yvonne bátyját, sőt apját is, majd kiderül, hogy álruhában a lány is velük tartott. Megszöknek, hogy a panamát leleplező titkos iratot eljuttassák a hadvezetéshez.

## Szereplők
- Koncz Gábor – Csülök
- Szilágyi István – Potrien őrmester
- Rátóti Zoltán – Senki Alfonz
- Stenczer Béla – Tuskó Hopkins
- Kállai Ferenc – Kvasztics Fedor
- Nyertes Zsuzsa – Yvonne
- Reviczky Gábor – Török szultán
- Benedek Miklós – Levin
- Bács Ferenc – Duron tábornok
- Tordy Géza – Tábornok
- Vay Ilus – Leila
- Tóth-Tahi Máté – állomásfőnök
- Korcsmáros György – Pitman
- Körtvélyessy Zsolt – Brigeron
- Hegedűs Zoltán – Francis Barré
- Kautzky József – De Surenne márki
- Kun Vilmos – köztársasági elnök
- Márton István – Jérome tizedes
- Szűcs István – Káplár
- Áts Gyula – parancsnok
- Ragó Iván – Lord Geoffrey
- Sipka László – Baluz
- Frenreisz Károly – énekes
- Koppány Zoltán – trafikos
- Simon Géza – cukrász
- Várfi Sándor – napos
- Dégi János – tiszt
- Princz Gábor[1] – ismeretlen szerep

## Fogadtatás

### Nézettségi adatok
A nézettségi adatok szerint 228 233 jegyet adtak el rá.

### Díjak
1997-ben megkapta a Moziüzemeltetők díját, a legnagyobb közönséget vonzó film címét.

## Érdekesség
- A film elején a lemészárolt üldöző csapatot nők játszották.[3]
- A Pitmant játszó Kocsmáros György a több Rejtő-regényt, köztük A három testőr Afrikábant is megrajzoló grafikus, Kocsmáros Pál fia.
- A Török Szultán szerepét eredetileg Bezerédi Zoltánnak szánták.[4]